# Liste des comtes de Hohengeroldseck
Cet article recense les aristocrates allemands issus de la maison von der Leyen ayant régné sur le Comté de Hohengeroldseck de 1705 à 1971.

## Liste
| Image | Nom                                     | Début du règne | Fin du règne |
| ----- | --------------------------------------- | -------------- | ------------ |
|       | Carl Caspar Franz von der Leyen         | 1705           | 1739         |
|       | Friedrich Ferdinand Franz von der Leyen | 1739           | 1760         |
|       | Franz Karl von der Leyen                | 1760           | 1775         |
|       | Philipp von der Leyen                   | 1775           | 1829         |
|       | Erwein von der Leyen                    | 1829           | 1879         |
|       | Philipp II von der Leyen                | 1879           | 1882         |
|       | Erwein II von der Leyen                 | 1882           | 1938         |
|       | Erwein III von der Leyen                | 1938           | 1970         |
|       | Ferdinand von der Leyen                 | 1970           | 1971         |

## Sources
- (de) Walter c. Hueck, Genealogisches Handbuch des Adels., 1978
- Kurt Legrum, Philipp Fürst von der Leyen (* 1766; † 1829), eine biografische Annäherung. Exposition en août 2016 à la Haus des Bürgers à Blieskastel, catalogue d’exposition, (ISBN 978-3-00-053371-6)
- « Becke-Klüchtzner, Edmund von der: Stamm-Tafeln des Adels des Großherzogthums Baden: ein neu bearbeitetes Adelsbuch (Baden-Baden, 1886) »